# Kikkan Randall
Kikkan Randall, född den 31 december 1982 i Salt Lake City i USA, är en amerikansk före detta längdåkare, uppvuxen i Anchorage i Alaska, vars främsta meriter är guld i sprintstafett tillsammans med Jessie Diggins under Olympiska vinterspelen 2018 samt VM i Val di Fiemme 2013 och tre segrar i sprintcupen säsongerna 2011/2012, 2012/2013 och 2013/2014.

## Karriär
Efter skolgången i East Anchorage High School, där hon hade stora framgångar som friidrottare, studerade Randall vid Alaska Pacific University. Randall har deltag i OS 2002, 2006, 2010 och 2014 och hennes bästa placering var en nionde plats i sprint från OS 2006. 
Randall har tävlat i världscupen sedan 2005 och blev den 16 december 2007 i Rybinsk historisk när hon blev den första amerikanska att vinna en världscuptävling. Randall vann sprinttävlingen i Liberec den 15 januari 2011 och den i Drammen den 20 februari 2011. Hon vann även sprinten i Düsseldorf den 3 december 2011 och sen den 11 december vann hon sprinten i Davos. Efter sina två segrar och flera andra bra placeringar i sprint under  säsongen vann den totala sprintsvärldscupen.
Tillsammans med Jessie Diggins vann Randall sprintstafetten i VM i Val di Fiemme 2013 och därmed blev de första någonsin från USA att ta ett guld i VM. I världscupen under säsongen vann Kikkan tre sprinttävlingar samt två etapper i Tour de Ski och försvarade sin titel i sprintvärldscupen.
Kikkan Randall vann tre sprinttävlingar i världscupen under säsongen 2013/2014 och försvarade återigen sin titel i sprintcupen.
Under Olympiska vinterspelen 2018 lyckades Randall tillsammans med Jessie Diggins återigen ta en guldmedalj i sprintstafett. Guldmedaljen är nationens första någonsin i längdskidåkning.

## Världscupssegrar

### Individuellt (13)
| Datum            | Plats                | Land     | Disciplin                                            |
| ---------------- | -------------------- | -------- | ---------------------------------------------------- |
| 16 december 2007 | Rybinsk              | Ryssland | Sprint, fristil                                      |
| 15 januari 2011  | Liberec              | Tjeckien | Sprint, fristil                                      |
| 20 februari 2011 | Drammen              | Norge    | Sprint, fristil                                      |
| 3 december 2011  | Düsseldorf           | Tyskland | Sprint, fristil                                      |
| 11 december 2011 | Davos                | Schweiz  | Sprint, fristil                                      |
| 8 december 2012  | Quebec               | Kanada   | Sprint, fristil                                      |
| 29 december 2012 | Oberhof              | Tyskland | 3 km individuell start, fristil, etapp i Tour de Ski |
| 1 januari 2013   | Val Müstair          | Schweiz  | Sprint, fristil, etapp i Tour de Ski                 |
| 1 februari 2013  | Sotji                | Ryssland | Sprint, fristil                                      |
| 9 mars 2013      | Lahtis               | Finland  | Sprint, fristil                                      |
| 11 januari 2014  | Nové Město na Moravě | Tjeckien | Sprint, fristil                                      |
| 18 januari 2014  | Szklarska Poreba     | Polen    | Sprint, fristil                                      |
| 1 mars 2014      | Lahtis               | Finland  | Sprint, fristil                                      |

### Stafett
| Datum           | Plats  | Land   | Disciplin              |
| --------------- | ------ | ------ | ---------------------- |
| 7 december 2012 | Quebec | Kanada | Sprintstafett, fristil |

## Etappsegrar i Tour de Ski
| Datum            | Plats       | Land     | Disciplin             |
| ---------------- | ----------- | -------- | --------------------- |
| 29 december 2012 | Oberhof     | Tyskland | Prolog 3,3 km fristil |
| 1 januari 2013   | Val Müstair | Schweiz  | Sprint, fristil       |

## Övriga meriter
- Vinnare av sprintvärldscupen 2011/2012, 2012/2013 och 2013/2014

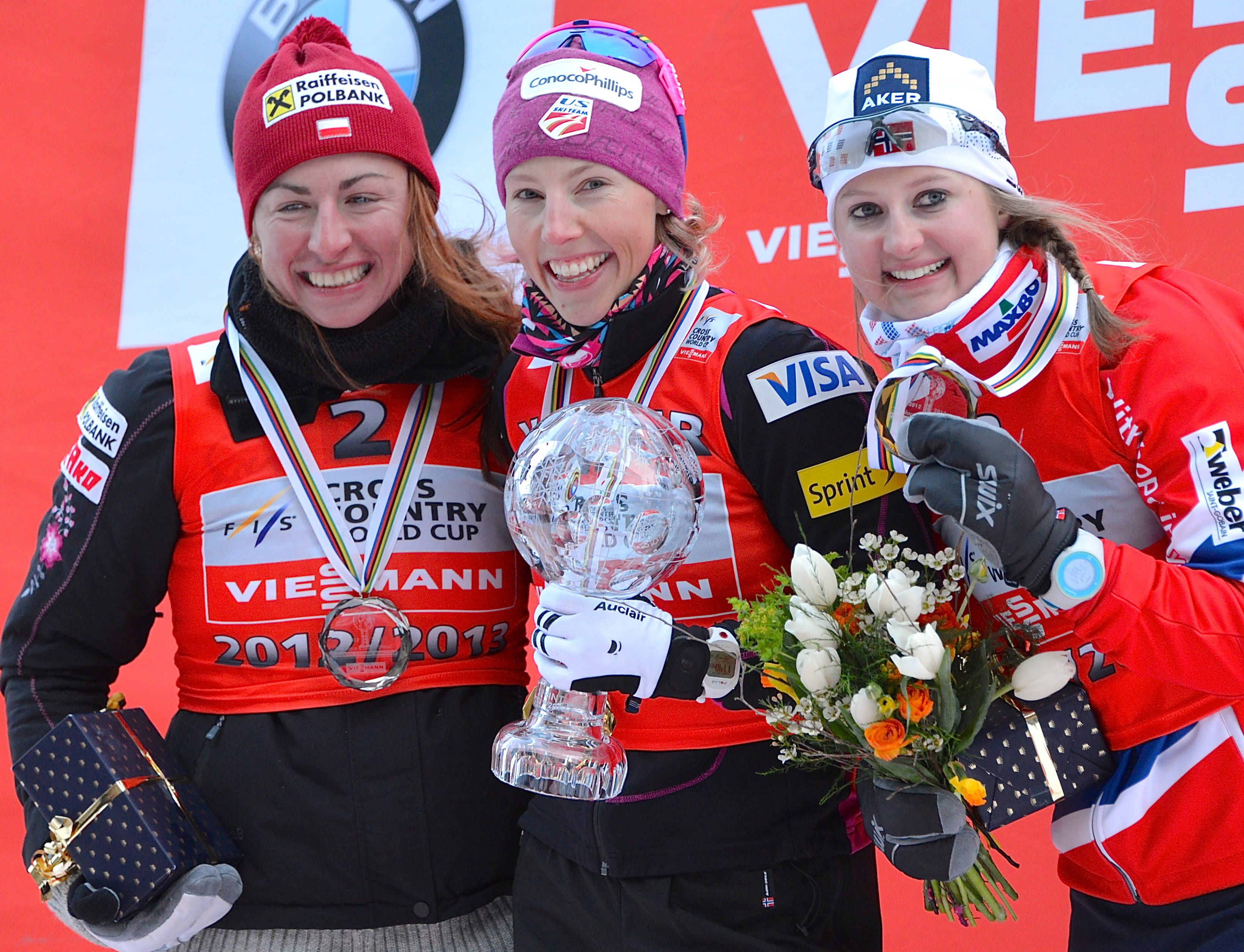
Justyna Kowalczyk, Kikkan Randall och Ingvild Flugstad Østberg.

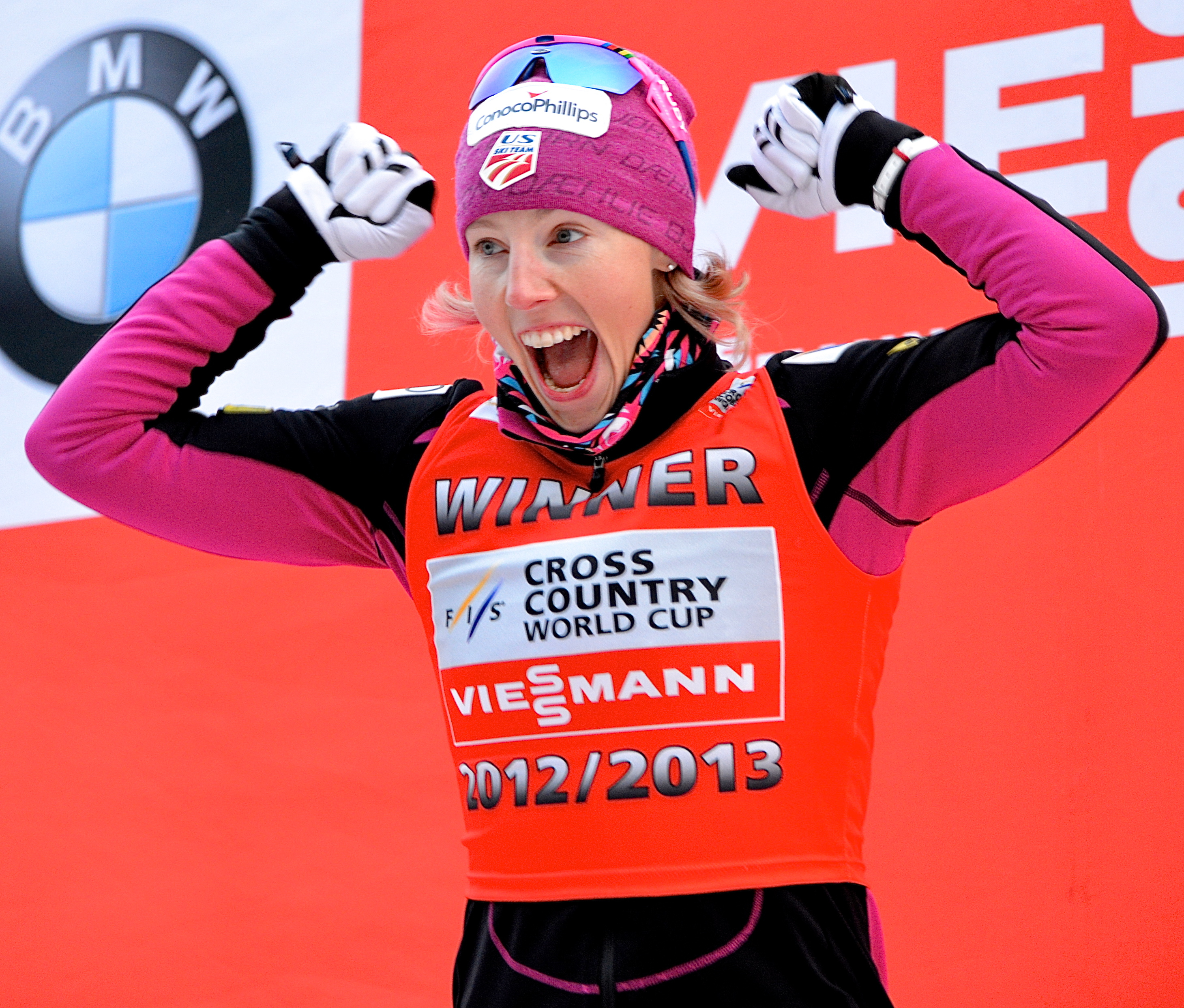
Kikkan Randall på Royal Palace Sprint som sprintcup-mästare 2013.